# 渋谷茂
渋谷 茂（しぶや しげる、1960年7月11日 - ）は、日本の男性声優。ぷろだくしょんバオバブ所属。神奈川県出身。

## 人物
声優としてはテレビアニメ、外画吹き替えなどで活躍。
得意な役柄として、クールな悪役を挙げている。また、動物役は遊び心が生かせるところに惹かれるという。
資格は普通自動車免許、自動二輪免許、調理師免許、製菓衛生師、TOEIC665点。
特技はサックス、英会話、料理。
趣味はフィッシング、シーカヤック、ゴルフ、アウトドアキャンプ、ジープ（自動車）、英文読書。
ケーキ作りが得意で、CDドラマ『紅茶王子』のトークでは実家がケーキ屋であることを明かした。『超者ライディーン』のANGEL SPRING CAMPではファンの目の前でケーキ作りを披露している。
『超者ライディーン』のインタビューで自身も元々アイドル志望であったため、キャラクターと同時進行的にダブっておもしろいと答えている。『超者ライディーン』のオーディションでは鳥飼銀牙役で受けており、成り行きでエース羽田役とルーシュ・デ・モン役を受けていたが、渋谷では「エースが一番いい感じでできた」と思っていた。しかし、当初「『銀牙』で受かった」と言われたこともあり、一週間くらい銀牙役を演じるつもりでいたが、その後、渋谷が実際に決まった役はエース役だったと語る。また、エース羽田はクールなお兄さん設定のはずがメンバーからつっこまれる要素が多くなり、ひとえに渋谷さんの人柄によるものだとスタッフ・キャスト一同から言われていた。
『星方武侠アウトロースター』では古里尚丈プロデューサーに「オーディションで満場一致で即決」。また、三間雅文音響監督には「二枚目声がものすごくかっこつけしいに聞こえ、虚勢を張ってしまうジーンに非常にシンクロした」と評価を受けて初主演を果たしている。

## 出演
太字はメインキャラクター。

### テレビアニメ
1989年
- ジャングル大帝
- らんま1/2 熱闘編（生徒）

1992年
- クレヨンしんちゃん（1992年 - 2017年、車掌、そうじのおじさん、荒川、ハエ、インタビュアー 他）

1994年
- 勇者警察ジェイデッカー（暴走族）

1996年
- 超者ライディーン（エース羽田 / ライディーンコンドル）
- ドラえもん（テレビ朝日版第1期）（1996年 - 1997年、プラモデル、レポーターB、魚屋さん、司会者）

1997年
- 金田一少年の事件簿（萩元哲範）
- 少女革命ウテナ（音楽教師）
- 忍たま乱太郎（1997年 - 2025年、中在家長次、ウードン・臼茸〈うどん屋〉〈初代〉、草井兵四郎〈2代目〉、尾浜勘右衛門、高坂陣内左衛門〈2代目〉 他）

1998年
- serial experiments lain（オフィスの男）
- 星方武侠アウトロースター（ジーン・スターウィンド）

1999年
- イケてる2人（佐次京介）
- 風雲!戦国を駆ける武将 〜静岡県史〜（木下藤吉郎）

2000年
- 妖しのセレス（梧和馬）
- 幻想魔伝 最遊記（蒼影）
- 週刊ストーリーランド（チンピラC）
- 無敵王トライゼノン（ゴン、デュラン・クレネード）

2001年
- オフサイド（佐藤真悟）
- 学園戦記ムリョウ（ウェンヌル）
- 激闘!クラッシュギアTURBO（轟サトル）
- はじめの一歩（パヤオ）
- PROJECT ARMS（不良、生徒3、研究員2、パイロットC）

2002年
- Witch Hunter ROBIN（小針ユタカ）
- 機動戦士ガンダムSEED（ジャッキー・トノムラ、ザラ隊〈クルーゼ隊〉ボズゴロフ級艦長、リポーター、連邦政府代表、隊長 他）
- 電光超特急ヒカリアン（ライトニングノゾミアン、竹田時定）
- 天使な小生意気（真根、秋刀魚、桃田 他）
- 魔王ダンテ（ゼノン）

2003年
- R.O.D -THE TV-（オペレーターA）
- アストロボーイ・鉄腕アトム（ハリー、運転手）
- 宇宙のステルヴィア（ジュノ・マイヨール）
- ガングレイヴ（カーラソン）
- ギルガメッシュ（ノウェム）
- クラッシュギアNitro（タジリ・タヂリ、阿久沢勇作）
- ダイバージェンス・イヴ（セラフィム隊員）
- 高橋留美子劇場 人魚の森（鳥羽衆、商人、漁港の人C、駐在）
- 探偵学園Q（河北守）
- 成恵の世界（七瀬正〈30歳〉）
- 人間交差点（河野）
- ブラック・ジャック2時間スペシャル 〜命をめぐる4つの奇跡〜（係員）
- プラネテス（2003年 - 2004年、総務課員、資材課課長、副司令A、AD、先輩 他）
- 冒険遊記プラスターワールド（ドラストーム）
- 名探偵コナン（2003年 - 2021年、客、警備員、刑事A、ドラマの主人公、安田和夫 他）
- LAST EXILE（クラウソナス参謀長、スカイマジシャン 他）

2004年
- 頭文字D Fourth Stage（秋山和美の元カレ）
- 陰陽大戦記（ダンジョウ）
- サムライチャンプルー（新輔）
- 小さい潜水艦に恋をしたでかすぎるクジラの話（イルカA）
- ブラック・ジャック（医師A）
- BECK（木村栄二）
- モンキーターン（浜岡猛）- 2シリーズ

2005年
- IGPX（探偵）
- エンジェル・ハート（刑事、側近A、ヤクザB）
- ガン×ソード（クジョー 他）
- ガンパレード・オーケストラ（槍元）

2006年
- 史上最強の弟子ケンイチ（田中 他）
- NIGHT HEAD GENESIS（坂口修）
- マージナルプリンス〜月桂樹の王子達〜（オーギュスト・ボージュ）
- ロックマンエグゼBEAST+（ゼロ）

2007年
- ZOMBIE-LOAN（野木）
- デルトラクエスト（フィン）

2008年
- コードギアス 反逆のルルーシュR2（通信）
- ドラえもん（テレビ朝日版第2期）（2008年 - 2024年、武士B、ゴス、ソネミン、野犬、警官、うらなりの父 他）

2010年
- スティッチ! 〜ずっと最高のトモダチ〜（フーン）

2016年
- テイルズ オブ ゼスティリア ザ クロス（ナタエル、ロハン、コナン皇子）
- パズドラクロス（リブリアのおじさん）

2018年
- バキ（体育教師）

2021年
- 出会って5秒でバトル（土田創太）

2022年
- 名探偵コナン 警察学校編 Wild Police Story（外守一）

### 劇場アニメ
1996年
- はむこ参る!（釣り人）

1997年
- 新世紀エヴァンゲリオン劇場版 シト新生（戦自）
- 新世紀エヴァンゲリオン劇場版 Air/まごころを、君に（戦自）

2001年
- シャム猫 -ファーストミッション-（ハシモト）
- メトロポリス

2006年
- 真救世主伝説 北斗の拳（ラオウ〈少年時代〉）

2009年
- 映画ドラえもん 新・のび太の宇宙開拓史（警備員）

2010年
- カラフル（「ごめんそうろう」の店員）

2011年
- 劇場版アニメ 忍たま乱太郎 忍術学園 全員出動!の段（中在家長次、尾浜勘右衛門）

2017年
- コードギアス 反逆のルルーシュ I 興道（労働者）

2024年
- 劇場版 忍たま乱太郎 ドクタケ忍者隊最強の軍師（中在家長次、尾浜勘右衛門）

### OVA
1991年
- 静かなるドン
- 夢枕獏 とわいらいと劇場 夢蜉蝣（学友A）

1994年
- 銀河英雄伝説
- 湘南純愛組!（真樹）

2000年
- 世にも恐ろしいグリム童話（フランツ王子）

2002年
- 私立荒磯高等学校生徒会執行部（大塚伴康）
- マクロス ゼロ（学者A、科学者）

2004年
- 王ドロボウJING in Seventh Heaven（囚人2）

2005年
- フリクリ（選手A）

2006年
- いちご100% -さわやかペンションクライシス〜オーナーに気をつけろ! 編（久原）
- 機動戦士ガンダムSEED ASTRAY（買い手、艦長）

2007年
- 装甲騎兵ボトムズ ペールゼン・ファイルズ（兵員責任者、通信士）
- 茄子 スーツケースの渡り鳥（ゾマン）

2011年
- 装甲騎兵ボトムズ 孤影再び（泥棒A）

### ゲーム
1992年
- トップをねらえ! GunBuster

1995年
- トータル・エクリプス ターボ（エンサイン・ヒューズ）

1997年
- アルバレアの乙女（マハト＝アル・シェイバニ）※PCFX・PS

1998年
- serial experiments lain（牧野慎一郎）
- U.P.P.（丞之介）
- 夢☆色いろ（神田俊之）

1999年
- ラングリッサーミレニアム（サリューン・テル・ヴィーテルン）
- ペルソナ2 罪（黒須淳 / ジョーカー）
- マリア2 受胎告知の謎（後藤海人）

2000年
- ペルソナ2 罰（メタル・淳、黒須淳）

2001年
- 無敵王トライゼノン（ゴン、デュラン）

2002年
- 激闘!クラッシュギアTURBO（畠サトル）
- すべてがFになる 〜THE PERFECT INSIDER〜（犀川創平）
- スター・ウォーズ ローグ スコードロン II（輸送艦艦長）

2004年
- 宇宙のステルヴィア（ジュノ・マイヨール）
- 機動戦士ガンダムSEED 終わらない明日へ（ジャッキー・トノムラ）
- デカボイス
- モンキーターンV（浜岡猛）

2005年
- テイルズ オブ ジ アビス（ヨーク）
- ロックマンゼロ4（ペガソルタ・エクレール）

2006年
- ロックマンゼクス（ペガソルタ・エクレール）

2007年
- スーパーロボット大戦OG外伝（アリオン・ルカダ）
- 装甲騎兵ボトムズ（兵士C）

2008年
- クロスエッジ（オギュスタン）
- コードギアス 反逆のルルーシュ LOST COLORS（ブリタニア軍新兵）

2011年
- ペルソナ2 罪 INNOCENT SIN（黒須淳 / ジョーカー）

2012年
- ペルソナ2 罰 ETERNAL PUNISHMENT（メタル・淳、黒須淳）

2015年
- テイルズ オブ ゼスティリア（アシュラ、アラカン、オイシ、コナン、ナタエル、マルフォ、ロハン）

### ドラマCD
- 紅茶王子シリーズ（アッサム）
  - 紅茶王子 I・II
  - 紅茶王子 〜Seaside Tea House〜
- 私立荒磯高等学校生徒会執行部（大塚伴康）
- 超者ライディーンシリーズ（エース羽田）
  - オリジナルドラマ&キャラクターソングスVOL.1 〜Journey
  - オリジナルドラマ&キャラクター・ソングズVOL.2 〜ビリーヴ
  - オリジナルドラマ&ソングズVOL.3 〜THE WONDER
  - ANGEL FirstLive
- ペルソナ2 罪と罰 〜果てしなき青春〜（黒須淳）
- 星方武侠アウトロースターシリーズ（ジーン・スターウィンド）
  - オリジナルサウンドトラックI
  - サウンド&シナリオトラック
- CYNTHIA_THE_MISSION（岩岡光陰）
- 天外レトロジカル（影）
- 忍たま乱太郎 ドラマCDシリーズ
  - 二の段（中在家長次）
  - 図書委員会の段（中在家長次）
  - 体育委員会の段（中在家長次、尾浜勘右衛門）
  - 学級委員長委員会の段（尾浜勘右衛門）
  - 六年生の段（中在家長次）
  - 五年生の段（尾浜勘右衛門）
  - 忍たまがラジオにやって来た!の段 あんど こんなこともあったんだよ、の段（渋谷茂、尾浜勘右衛門、中在家長次）
  - ろ組の段〜上巻〜（中在家長次）
  - い組の段〜中巻〜（尾浜勘右衛門）
- ローゼンクロイツ アルビオンの騎士シリーズ（アルビオン皇太子ヴァンタリス）
  - 第I幕 ベスザの饗宴
  - 第II幕 ログリスの聖獣
  - 第III幕 ドーンの悪夢
  - 第IV幕 アルビオンの幻影

### BLCD
- 危ない薔薇と百合の園（九条実篤）
- 石黒和臣氏の、ささやかな愉しみ（宇堂悦男）
- 海に似た空の色（藤久望）
- エゴイストの純愛（近見龍一）
- 狼だって怖くない（杉本祐介）
- 課長の恋（江本要）
- Catch Me!（教師）
- 恋するベクトル（時任陽）
- ココロサワイデ（三崎由次郎）
- ごはんを食べよう3（長岡）
- 幸せにしてあげます〜みどりさんを探せ!（大沢冬臣）
- ジャジャ馬ならし（三木陸臣）
- 少年のフェロモン（平井）
- 勝負はこれから!（杉本祐介）
- TOKYOジャンク2（津田）
- 縛恋（甲斐）
- 僕は君の鳥になりたい。（杉山）
- ぼくらの運勢（吉野）
- ボディーガードは愛を継ぐ（アレク・ガーナー）
- 真夏の被害者 I・II（砂神悦郎）
- 無敵な夏休み/無敵なぼくらオリジナル番外編2（杉本祐介）
- 無敵なぼくら（杉本祐介）
- LOVE MODEシリーズ（鹿島周平）
  - LOVE MODE 1 - 6
  - LOVE MODE ホスト編

### 吹き替え

#### 映画
- アイドル追っかけ大作戦!（ジョーダン・ケイヒル）
- アサイラム 狂気の密室病棟（トミー〈トラヴィス・ヴァン・ウィンクル〉）
- ウェルカム・トゥ・サイゴン（ショーン・フリン〈ケヴィン・ディロン〉）
- ウォーターボーイ（ギー・グレノイユ）
- エンパイア・オブ・エイプス（セス）
- カオスファクター（ジョニー）
- ザ・スカルズ/髑髏の誓い（ケレブ・マンドレーク〈ポール・ウォーカー〉）
- ザ・テンタクルズ（デヴィッド）
- ストリート・ジャスティス（グレイディ・ジェイミソン）
- スラップ・ショット2（ウィーヴァー）
- チェチェン・ウォー（ジョン）
- デッドマン・コーリング（ビリー）
- ネバーエンディング・ストーリー3（ドック〈ライアン・ボールマン〉）※ソフト版
- バタフライ・エフェクト（エヴァン〈アシュトン・カッチャー〉）
- パンドラ・プロジェクト（ティム）
- 秘密処刑官（スピーディ）
- プリティ・イン・ピンク/恋人たちの街角（ブレイン）
- ミス・メドウズ 〜悪魔なのか? 天使なのか?〜（保安官〈ジェームズ・バッジ・デール〉）
- ミュータント・タートルズ ※VHS版
- ルール2（スタン〈アンソニー・アンダーソン〉）
- 罠の女2（ロビー）

#### ドラマ
- 海風（チャン・ムニョン〈ペ・ヨンジュン〉）
- ザット'70sショー（マイケル・ケルソー〈アシュトン・カッチャー〉）
- ディフェンダーズ 闘う弁護士
- トップモデル諜報員 カバー・アップ（リック〈ミケルティ・ウィリアムソン〉）
- パパ 特別吹替版（チェ・ヒョンジュン〈ペ・ヨンジュン〉）
- パワーレンジャー（ナスティナイト）
- 犯罪捜査官ネイビーファイル #6（マルチネス）
- ビバリーヒルズ青春白書（ライアン）
- フレンズ #28（スティービー）
- メルローズ・プレイス（マット）

#### アニメ
- ミュータント・タートルズ（東和ビデオ版）（ダスク）

### ナレーション
- 今からあなたを脅迫します（解説放送）
- ABU
- 崖っぷちホテル!（解説放送）
- シネマホリック
- 世界で一番面白いはずの番組
- ソウル白熱教室
- トドメの接吻（解説放送）

### CMナレーション
- アシェット 切手コレクション
- CRぱちんこ冬のソナタ

### ラジオ
ラジオドラマ
- NHK-FMラジオドラマ 青春アドベンチャー『世界の終わりの魔法使い』（NHK-FM：2013年7月22日 - 26日、全5回[21]）

### 舞台
- ハムレット